# 浜中町営軌道
浜中町営軌道（はまなかちょうえいきどう）は、かつて北海道浜中町と別海町、厚岸町にまたがって存在した簡易軌道。殖民軌道計画の初期段階に計画され、1927年（昭和2年）に運行を開始し、1972年（昭和47年）に廃止された。1971年（昭和46年）に国の補助金が打ち切られ 他の簡易軌道が運行を終了した後も運行を続け、簡易軌道の中で最も廃止が遅い路線となった。

## 歴史

### 軌道敷設まで
後に軌道が敷設される浜中村（現在の浜中町）茶内原野へは1924年（大正13年）に、関東大震災の罹災者が許可移民として114戸ほどが入植したことを皮切りに、原野への入植者が増加していった。また1919年（大正8年）には根室本線が厚床駅まで開通し、茶内駅前には数軒の商店が建つほどになっていた。1926年（大正15年）には原野に移住した戸数が300を超え、また農耕に適した豊穣な土地であるため今後はその数の3倍程度を入住させることができると見込まれたため、殖民軌道や幹線道路などの整備が望まれるようになった。そうして同年12月には軌道の敷設が第二期拓殖計画の一環として行われることとなった。また、浜中駅から円朱別原野や熊牛原野への軌道の敷設も考えられていた。
1927年（昭和2年）に茶内線 茶内-秩父内-奥茶内（のちの若松）、円朱別線 秩父内-中円朱別間が着工され、同年12月1日には11月までに竣工した10マイルを「試運転」として一般使用が開始され、茶内小学校で開通式が行われた。まだこの当時は馬を動力として用いた馬トロであった。

### 馬鉄時代
1928年（昭和3年）には目黒雄次を組合長（解散まで組合長を務める）として沿線住民すべてを組合員とした「北海道庁茶内円朱別軌道運行組合」が組織され、北海道庁の管理下において施設維持なのにあたったが、交付される予算が少なかったため組合員格戸から成人換算六人分の労働力の寄付を求めた。組合は茶内移住者世話所内に事務所が置かれ、組合長と庶務会計係は世話所の所員が、副組合長や幹事が各一名ずつとそれぞれの停留所から一名が選ばれ13人体制であったとされている。
1929年（昭和4年）の告示で茶内線 茶内-秩父内-奥茶内(13.036km)と円朱別線 秩父内-中円朱別(3.397km)が公式に使用開始となった。この頃は薪炭や木材などの輸送量が多かった。
1931年（昭和6年）に中円朱別から円朱別（のちの東円朱別）に延伸がなされた。また、1932年に6月に発生した大晩霜によって、根釧原野の農作物は大きな打撃を受けたことをきっかけに北海道庁は「根釧原野開発五ケ年計画」を策定した。そこで主畜農業が奨励され、だんだんと沿線は酪農が盛んになっていく。沿線で生産された生乳は茶内駅前まで運ばれることとなり、輸送効率を高めるために東円朱別、西円朱別、中茶内に集乳所が設けられ、また中茶内と西円朱別の集乳所には引き込み線が設けられた。
1932年から33年にかけては、一切道路がなく 軌道に至るまでも2~3里ほどありきわめて交通や物流が不便であった西円朱別地区への軌道の敷設が強く望まれ、毎年北海道庁への陳情が行われていた。その後の1939年（昭和14年）に戦時体制下ではあるが、工費の半額である3万5000円を同地区の670戸で負担することで着工が決定した。翌年から樹木の伐採などの作業が開始され、枕木の切り出しや軌道の敷設などの工事に際してはのべ4500人の出役（労働力の寄付）も行われ、まだ入植者の農業経営が安定していない状態では重い負担となっていたが、1943年（昭和18年）には軌道は西円朱別まで到達し、路線延長は28kmとなった。その後の西円朱別地区には、農協や家畜診療所 クーラーステーションなどができ、比較的栄えた地区となった。

### 動力化後
1953年（昭和28年）には他の簡易軌道と同じく内務省北海道庁の管理から農林省の所管となり、その所在する市町村が管理する形となった。 また登記上 円朱別線は茶内支線と名前を変えた。運行は引き続き組合が行っていた。1955年（昭和30年）には生乳の生産量の増加や品質の向上、利用者の増加などの理由から北海道開発局によって改良事業が始まり、比較的軽い馬鉄向けの設備からディーゼル機関車に耐えられる重さの設備に順次付け替えられることとなった。最終的に改良事業には2億7600万円がかかった。1957年（昭和32年）には茶内-中茶内間が加藤製作所製の6tディーゼル機関車が一両と貨車35両で浜中村営軌道としての運行がスタートした。それ以外の区間は引き続き馬鉄として運行されていた。まだ自走客車は導入されていなかったため、乗客は貨車に乗るか地元大工の作った小屋を貨車に乗せたものに乗った。1956年（昭和31年）に組合は解散し、すべてを浜中村に引き継いだ。また同年には茶内駅前に雪印乳業茶内工場が建ち、引き込み線も設けられた。そして1957年（昭和32年）には厚床駅近くにあった明治乳業根室工場が集乳拠点を茶内駅前に設けた。
1958年（昭和33年）には中茶内-西円朱別間が動力化された。茶内から西円朱別の間には午前午後に1往復ずつ牛乳の集荷を行う貨物列車と、朝昼夕に一往復の旅客列車が運行された。これにより沿線各地から茶内へ通学することが可能になり、沿線の各中学校は茶内中学校へ統合されることとなった。1962年（昭和37年）には秩父内から東円朱別までが動力化された。
動力化区間の延長とともにディーゼル機関車が増備され、また1960年（昭和35年）に運輸工業製の自走客車が導入されたのを皮切りに釧路製作所や泰和工業製の自走客車が1965年にかけて4台導入された。また1966年には廃止された東藻琴村営軌道から運輸工業製の自走客車が導入された。
1963年（昭和38年）に浜中村は浜中町となり、軌道の名前も浜中町営軌道となった。
1964年（昭和39年）に若松線は中茶内-若松間の改良工事が行われ、若松からは町境を越え厚岸町別寒辺牛まで延伸された。

### 開南地区への延伸
別海町（当時は別海村）の海南地区の農家は別海市街から離れているために別海産業組合のほかに、より近くにあった浜中町の茶内産業組合にも所属していた。生乳の出荷が始まった1935年（昭和10年）ごろは別海町の上風連にある集乳所に徒歩や馬橇などを用いて運んでいたが、1939年（昭和14年）に東円朱別に集乳所ができると集落から最も近い東円朱別集乳所に生乳を運ぶこととなった。その後、昭和30年初期ごろには開南地区の集落が分散しいくつかの組合に分かれるが、開南地区の中でも比較的南西に位置する組合では概ね浜中町管内の集乳所に生乳が集められていた。開南地区は入殖当初から茶内支線（東円線）沿線の住民との交流が多かった上に生乳の運搬に苦慮していたため、開南や浜中町東円朱別の代表者が北海道庁や開発局へ簡易軌道延伸の陳情を繰り返し、地元選出の道議であり浜中町農協の組合長でもあった二瓶英吾氏や開南地区の瀬下健二郎氏の尽力によって、1965年（昭和40年）に東円朱別から上風連（開南）に延伸が行われた。これによって1955年から10年間続いた簡易軌道茶内線、若松線の改良工事は完了し、茶内小学校 海南小学校で記念式典が行われた。簡易軌道においては国有財産である軌道の運行を浜中町が行っているという上下分離方式が取られていたため、別海町/厚岸町の町境を跨いだ部分で発生した損失も浜中町が補填する必要があった。

### 廃線へ
旅客収入は改良工事が終了した1965年度（昭和40年）の432万円をピークに減少に転じ1969年（昭和49年）には約264万円となったが、貨物収入は1960年（昭和35年）の260万円程度から1970年（昭和40年）には約850万円と3倍強に増加した。貨物収入の増加は旅客収入の減少を上回る勢いであったが、それと同時に保線費や運行費が増加したため、道によって行われた軌道の整備や補強などにかかる金額の85%程度を補助する簡易軌道補強事業の補助金などを含めても赤字を計上するようになり、1970年度の赤字は約800万円となった。浜中町でも廃止の議論がなされるようになってきたが、代替する道路の整備が未だに追いついていないことを理由に運行が続けられていた。ただ1970年（昭和45年）には国によって行われた簡易軌道補強事業と道の簡易軌道補強事業が共に廃止された。他の簡易軌道では1971年をもっての廃止が決定する中、浜中町では住民からの要望によって1972年（昭和47年）までを目処に運行を継続することとした。この頃に町へ出された陳情書には、通学車のみの運行であったりトラック集荷が実現するまでの若松線（厚岸町境まで）の運行などが要望されていた。1969年（昭和44年）には北海道の補助によって生乳搬出道路が整備され始め庭先集乳が可能となっていく。翌年には国営総合農地開発事業が始まり着々と道路が整備された。膨らむ赤字の中で町外路線の風当たりは徐々に厳しくなり、そうして1971年（昭和46年）5月2日に町外区間である東円線（茶内支線） 日向前-上風蓮、若松線 別寒辺牛-上茶内が廃止、そして11月1日に町内の東円朱別-日向前が廃止される。その翌年の1972年（昭和47年）の3月末に全線の運行が停止された。

### 廃線後
運行停止から約1か月後の1972年5月1日に軌道終業式がおこなわれ記念列車が運行された。軌道は町営バスに代替され、軌道の職員は代替バスの運転手や役場の事務職として雇用された。本来は国有地のはずの軌道敷地の一部が農家の所有になっており町は払い下げの対応に苦慮した。

### 年表
- 1927年（昭和2年）：茶内線 茶内-奥茶内（若松）、円朱別線 秩父内-中円朱別が着工[2]。
- 同年11月：茶内線茶内駅 - 奥茶内（後の若松）間、円朱別線秩父内 -中円朱別（後の下茶内）間が実質的な開業[2]。
- 1928年（昭和3年）：運行組合が組織される[5]。
- 1929年（昭和4年）：茶内線 茶内-奥茶内（若松）、円朱別線 秩父内-中円朱別が正式に開業する[2]。
- 1932年（昭和7年）8月：円朱別線下茶内 - 円朱別（東円朱別）間延伸開業[18][5]。
- 1941年（昭和18年）：茶内線中茶内 - 西円朱別間延伸開業[注 1][18][5]。
- 1953年（昭和28年）：浜中村と農林省の間で管理委託協定が結ばれ、浜中村営軌道が誕生[18]。
- 1955年（昭和30年）：北海道開発局によって改良事業が始まる[2]。
- 1957年（昭和32年）：茶内線茶内 - 中茶内間改良工事により動力化[18][5]。
- 1958年（昭和33年）：茶内線中茶内 - 西円朱別間改良工事により動力化[18][5]。
- 1960年（昭和35年）：自走客車が導入される[5]。
- 1962年（昭和37年）：円朱別線秩父内 - 東円朱別間改良工事により動力化[18][5]。
- 1963年（昭和38年）：浜中村が町制を施行し、浜中村営軌道は浜中町営軌道に[2]。
- 1964年（昭和39年）12月：若松線若松 - 別寒辺牛間延伸開業、若松線改良工事により動力化[18][5]。
- 1965年（昭和40年）12月：円朱別線東円朱別 - 上風連間延伸開業[18][5]。
- 1971年（昭和46年）：円朱別線の東円朱別 - 上風蓮間、若松線 上茶内-別寒辺牛間の運行が休止される[19]。
- 1972年（昭和47年）3月31日：全線で運行停止[18]。
- 同年5月1日：軌道運行終業式が実施された[5]。

## 乳業との関わり

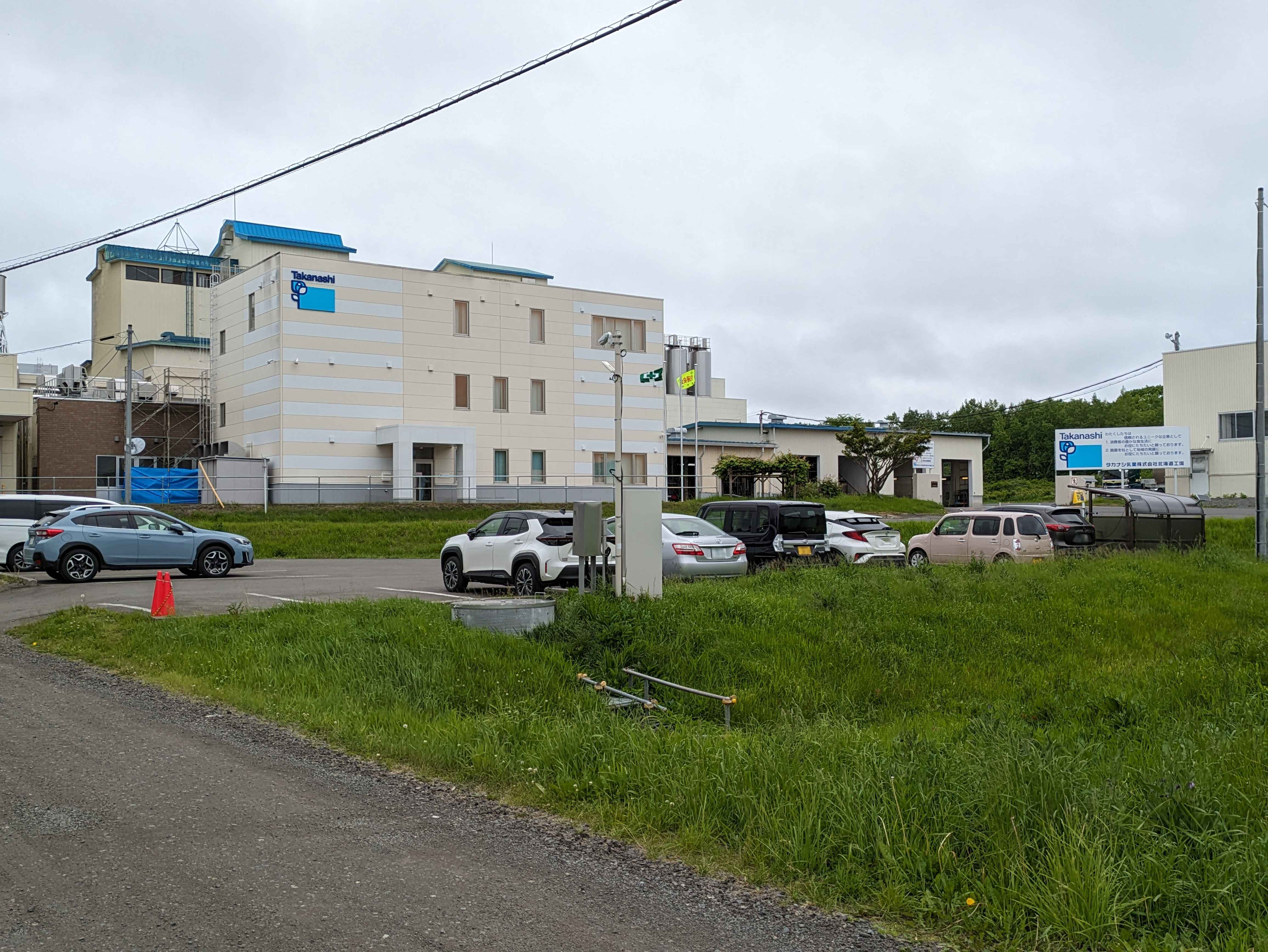
茶内駅前のタカナシ乳業北海道工場 ここにはかつて雪印乳業の茶内工場があった

1932年6月29日に発生した晩霜をきっかけに北海道庁は「根釧原野開発五か年計画」を策定し畜産業を奨励した。その一環として乳牛導入にかかる際の費用の8割が補助されることとなり、茶内原野でも広く乳牛が飼育されることとなった。乳牛の生み出す生乳はそのままではすぐに腐敗してしまうため、すぐに加工する必要があった。原野にはいくつか集乳所が設けられそれを馬鉄で運んでいたが、さらなる品質の向上などを目的に軌道の動力化がなされた。その後茶内駅近くには1955年（昭和30年）雪印乳業茶内工場、1957年（昭和32年）には明治乳業根室工場の集乳所が設けられ二つの会社間で集乳合戦が行われていた。それにより、貨物列車が運ぶものに一部甜菜やジャガイモなどの農産物もあったがそのほとんどが牛乳となっていった。輸送される牛乳は主に雪印向けのものか明治向けのものの二つがあったが、集荷を効率化するために雪印は赤色 明治は青色の集乳缶に詰められた。農家は出荷先を選ぶことが可能であったため、その日の仕入れ単価次第で出荷先を変えていた。
また1960年代には牛乳の生産・消費量が急増し、浜中町営軌道においても1962年度（昭和37年）の輸送量は4657トンだったのに対し二年後の1964年度（昭和39年）は5642トンと1000トン増加している。
貨物量が増えるにつれて従業員や乗客が無蓋車に集乳缶を積み下ろしする負担が増えたため西円線（茶内線）では牛乳タンク車が導入され、西円朱別地区では集乳所ではなくクーラーステーションに集められることとなった。これによって冷やされたまま生乳が雪印乳業茶内工場に運べるようになった。1968年度に雪印乳業が浜中町と取り交わした契約によれば、クーラーステーションから茶内駅までの貨物運賃は5400L一台で往復3000円、集乳缶は27L缶一個23円であったという。西円線以外では集乳缶での集荷が続けられた。その後1970年（昭和45年）になると国営総合農地開発事業などが進み一気に道路が整備されミルクローリーでの庭先集荷が多くの場所で可能となり、1972年には軌道の必要性が少なくなり廃止された。
茶内駅前のタカナシ乳業北海道工場はかつて雪印乳業の茶内工場があった場所に建てられている。

## 運行実態

### 馬鉄時代
馬を動力として用いていた時代は各々が馬を用意し、各停留所に備え付けられているトロッコを貸して賃貸料を取るといった形態であったという。

### 動力化後
動力化直後はトロッコに椅子や小屋を乗せたものを客車として用いていた。そして通称として茶内線を西円線 茶内支線を東円線と呼ぶようになった。また動力化に伴い運賃をとる必要が出てきたため、運転手のほかに車掌が乗務するようになった。集乳缶が小手荷物扱いとなり馬鉄時代より運賃が嵩むようになり、軌道沿いには停留所とは別に集乳台が作られそこでも集乳缶の回収が行われた。茶内-西円朱別間の動力化が行われた直後の1959年（昭和34年）では、茶内-西円朱別の間を45分かけて結んでおり旅客便は朝昼夕に一往復 貨物は朝昼に一往復用意されていた。その後の1961年頃から朝早くに茶内駅に着き、17時頃に茶内駅を出発する通学車が茶内線 西円線に用意された。また、夏と冬では搾乳の時間や学校の始業時間が違うので冬には30分程度遅らせたダイヤを使っていた。1965年（昭和40年）時点での旅客運賃は初乗りが25円、最長の茶内-東円朱別間が80円で定期券も発売されていた。
最盛期の1968年（昭和43年）時点では、西円線 東円線がそれぞれ旅客列車が4往復ずつ貨物列車が2往復ずつ、若松線では貨客混載列車が二往復運行されていた。全線が動力化されてからはすべての列車が茶内発着となっており、1971年まで茶内-秩父内間は1日10往復の旅客列車が運転されていた。深夜に急病人が出た際などは臨時便を出して病人を病院に届けることなどもされていたり、貨物が多い日は臨時の貨物列車を走らせたりしていた。1968年時点の客車列車のダイヤを参照すると、茶内-西円朱別間を概ね35分前後 茶内-上風連間を45分前後 茶内-別寒辺牛間を40分~60分かけて結んでいた。
スピードを出しすぎたり、露や氷で線路やブレーキが滑ったりして列車が脱線するといったこともしばしばあったが、脱線しても15分程度で復旧できた。また1960年（昭和35年）に運輸工業製の自走客車が引き渡された際、ダイヤの確認をせずに試運転をしたために萩の里駅手前で牛乳を積んだ貨物列車と正面衝突しそうになったといったことが発生したという。この時は自走客車側が秩父内まで引き下がった後、後ろから迫っていた定期列車から秩父内からの運行を試運転の自走客車が引き継ぎ、万一の事態に備えその自走客車の後ろを本来の定期列車がついて行った。

## 路線データ
路線延長が最長だった時
- 路線距離：
  - 茶内線（通称は西円線）：茶内 - 西円朱別間 13.0km
  - 円朱別線/茶内支線（通称は東円線）：秩父内 - 上風蓮（別海村上風蓮開南）間 13.4km。なお、別海村営軌道とは接続しない。
  - 若松線：中茶内 - 別寒辺牛間 7.7km[注 7]
- 軌間：762mm

## 停留所一覧
（◇印付きは交換可能駅）
茶内線
茶内◇ - 国道 - 秩父内◇（円朱別線が分岐） - 西8線 - 西10線 - 中茶内◇（若松線が分岐）- 第三小学校 - 西14線 - 西15線 - 萩の里◇ - 西円農協支所前 - 西円朱別◇
円朱別線/茶内支線
秩父内 - 南4号 - 下茶内◇ - 中円朱別◇ - 宮ノ岡 - 東円朱別◇- 日向前 - 上風蓮（開南）◇
若松線
中茶内 - 16線 - 上茶内◇ - 若松◇ - 別寒辺牛

## 使用車両
データは1970 - 1972年ごろ

### 機関車
- 加藤製作所製の6t機関車が1台
- 協三工業製の6t機関車が2台
- 釧路製作所製の8t機関車が2台

### 自走客車
- 運輸工業製が2台（内1台は藻琴線からの移籍）
- 釧路製作所製が1台
- 泰和車輌工業製が2台（内1台はワンマンカー）

### 牽引客車
- 釧路製作所製が1台

### 除雪車
- ロータリー式除雪車が2台（内一台は藻琴線からの移籍）
- プラウ式除雪車が一台

その他貨車を30両程度と、牛乳タンク車を2両、モーターカーや保線トロリーをそれぞれ5台程度所有していた。

## 資料展示

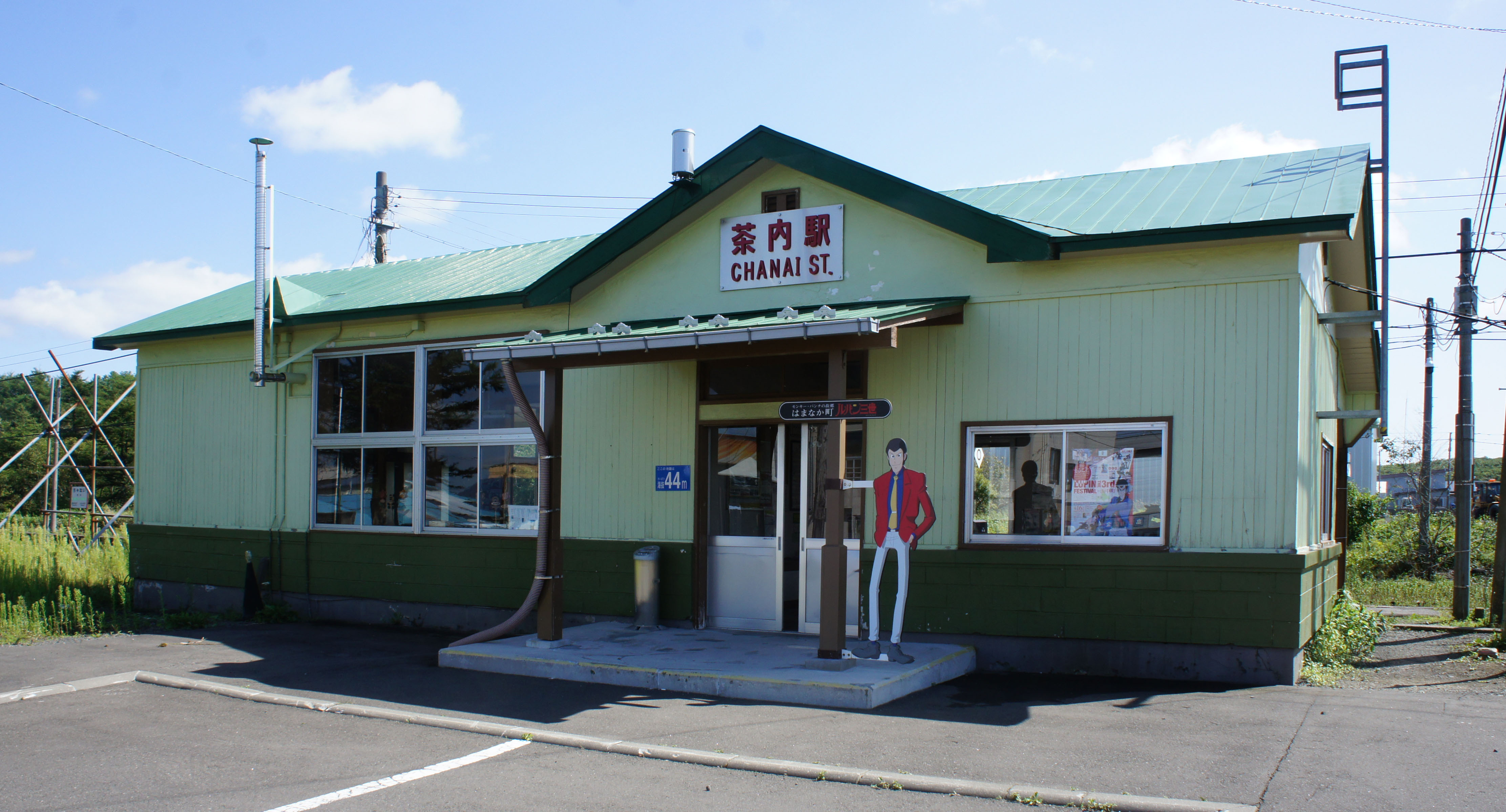
根室本線茶内駅

- 茶内駅の駅事務室を改装し、浜中町営軌道に関する写真や資料を展示してある。
- 茶内駅から北西に約900mほど離れた、浜中町農村運動広場にかつて軌道で使われていたDLと運輸工業製の自走客車の台車が展示されている[20][25]。
- 秩父内にはかつて軌道で使われていた詰所が保存されている[20]。
- 別海町の開南停留所跡では待合室やトイレの基礎部分が残っており、転車台の一部が発掘されている[19][12]。